# RAF Akrotiri
Le RAF Akrotiri (code IATA : AKT • code OACI : LCRA) est une grande base de la Royal Air Force sur l'île méditerranéenne de Chypre. Elle est située dans la zone de la base souveraine occidentale, l'une des deux zones qui comprennent Akrotiri et Dhekelia, un territoire britannique d'outre-mer.
Elle abrite plusieurs Eurofighter Typhoon de la RAF.
Quatre Typhoon basés à Akrotiri ont frappé des cibles houthies au Yémen le 12 janvier 2024.
Selon certaines informations, la RAF aurait aidé Israël lors des frappes iraniennes sur le territoire israélien à partir d'avions qui avaient décollé de la base RAF d'Akrotiri et survolaient l'Irak.
La base est soupçonnée d’avoir accueilli des F-35 israéliens. Après que des responsables anonymes britanniques ont affirmé que la base a été utilisée par Tsahal, le gouvernement britannique refusa cette affirmation et refuse de divulguer toute information sur la question de savoir si ses bases à Chypre sont utilisées pour faciliter les bombardements de Gaza.